# Águas de São Pedro
Águas de São Pedro (pronuncia-se AFI: [ˈaɡwas di sɐ̃w̃ ˈpedɾu]  ouça) é um município brasileiro do estado de São Paulo, distante 187 quilômetros de sua capital. Ocupa uma área de 3,61 km², sendo o menor município paulista e o segundo menor município brasileiro em extensão territorial, sendo maior apenas que Santa Cruz de Minas (MG). O seu Índice de Desenvolvimento Humano (IDH) é de 0,8932, sendo o maior de São Paulo e do Brasil, de acordo com dados do Índice FIRJAN de Desenvolvimento Municipal (IFDM) de 2025.
Águas de São Pedro foi emancipado de São Pedro na década de 1940. Atualmente, é formado pelo município de Águas de São Pedro, sendo a sede seu único distrito, subdividido ainda em seus quatro bairros. Hoje é um dos onze municípios paulistas considerados como estâncias hidrominerais pelo governo do estado de São Paulo, por cumprirem determinados pré-requisitos definidos por Lei Estadual. A cidade é conhecida pelas suas águas hidrominerais de valor medicinal, tendo suas fontes naturais com alguns dos principais atrativos turísticos. Possui ainda dois grandes parques (Dr. Octavio Moura Andrade Parque Municipal e o Parque das Águas "José Benedito Zani"), além do minijardim municipal, importantes áreas verdes do município.

## História

### Origens
Embora não seja possível determinar precisamente quais povos viveram na região antes dos descobrimentos ibéricos (Descobrimento do Brasil), até 1800 a região do município de São Pedro não fora colonizada. Assim como na maioria dos municípios do interior de São Paulo, os bandeirantes procuravam pedras preciosas, em especial ouro, abrindo pela mata fechada diversos caminhos e rotas. Uma destas rotas, chamada de Caminho do Picadão. partia de Itu, passava por Piracicaba e avançava na direção dos sertões de Araraquara. Durante muitos anos, muitas propriedades agrícolas foram se formando na região, até que em 1883, São Pedro desvinculou-se de Piracicaba e tornou-se politicamente independente.
A economia, nesta época, passou a ser baseada na cultura do café, quando muitas famílias italianas se estabeleceram nestas regiões para trabalhar sob contrato de parceria em substituição ao trabalho escravo. Nesta condição, o imigrante italiano Ângelo Franzin chegou ao Brasil em 1887, indo trabalhar na fazenda Recreio, de propriedade de João Rezende da Cruz e apenas um ano depois administrava outras fazendas como Santa Rita, Santa Eulália e Rosário. Após muitos anos de trabalho, em acordo com seu irmão Jácomo, adquiriu terras e decidiu também praticar a cafeicultura. As primeiras terras adquiridas foram as fazendas Palmeiras e Limoeiro, seguidas das terras da Floresta Escura, Gonçalves, Tuncum e Araquá, além de casas, terrenos e mais duas máquinas de beneficiar café.

### Busca pelo petróleo e descoberta das águas
Na década de 1920, Júlio Prestes, então governador do estado de São Paulo, havia iniciado as pesquisas na área de prospecção de petróleo. As pesquisas falharam na tentativa de encontrar o produto e os equipamentos foram abandonados, mas apenas jorrando água mineral. Posteriormente outras tentativas foram feitas para encontrar petróleo em grandes profundidades e, novamente, nenhum óleo foi encontrado. Uma estrutura de plataforma de petróleo existe ainda hoje e é chamada de "Torre de Óleo Engenheiro Ângelo Balloni".
Anos mais tarde, em 1934, Ângelo Franzin, donos das terras perfuradas, que é conhecida atualmente como "fonte da juventude", construiu um balneário simples, onde se banhava. A água tinha um odor forte. Um ano depois um grupo de pessoas da cidade comprou um lote de 100 mil metros quadrados ao redor da fonte da juventude onde construíram um balneário. Era composto de 12 banheiras de alvenaria, ao contrário do primeiro balneário, que era feito de madeira. Naquele mesmo ano, Octavio Moura Andrade resolveu construir a estância dando-lhe o nome de "Caldas de São Pedro", criando juntamente com seu irmão, Antônio Joaquim de Moura Andrade, a empresa "Águas Sulfídricas e Termais de São Pedro S/A".
Durante quatro anos o Instituto de Pesquisas Tecnológicas (IPT) da Universidade de São Paulo (USP), realizou uma série de estudos naquelas águas. Geralmente águas provenientes de grandes profundidades possuem uma alta concentração de substâncias que podem ser nocivas ao ser humano, assim como seu pH pode não ser adequado para o banho. Em 1940 os resultados foram divulgados no Boletim 26 do IPT. As águas foram consideradas adequadas para o banho e suas propriedades medicinais estudadas pelo professor João de Aguiar Pupo, então Diretor da Faculdade de Medicina de São Paulo (USP).

### Emancipação política
A estância de Águas de São Pedro foi fundada a 25 de julho de 1934, por Octavio Moura Andrade, quando da inauguração do Grande Hotel (hoje Grande Hotel São Pedro de propriedade do SENAC). Reconhecendo a importância das fontes termais da região, o Governo do Estado criou, em 19 de junho de 1940, a Estância Hidromineral e Climática de Águas de São Pedro. O município de Águas de São Pedro foi criado pela Lei Estadual nº 233, de 24 de dezembro de 1948, emancipando-se de São Pedro. A instalação oficial ocorreu 2 de abril de 1949, sendo, desde então, composto apenas do Distrito-Sede.

### Construção do balneário e planejamento urbano
Para promover o desenvolvimento e a exploração das águas medicinais de forma economicamente viável, o fundador da cidade concebeu e projetou uma cidade voltada para fins hidroterápicos e residenciais: um balneário-cidade. Águas de São Pedro nasceu para ser uma Estância Hidromineral, totalmente planejada e com o objetivo de atender os que necessitavam de tratamento e turistas em busca de diversão e lazer. O urbanista Jorge de Macedo Vieira foi o escolhido para harmonizar a ocupação do espaço ao uso das águas minerais, à topografia, ao solo e ao clima, demorando cerca de dois anos de minucioso estudo da região para então projetar a estância. Somente em 1940 é que o projeto ficou totalmente pronto, sendo registrado no Cartório de Registro de Imóveis da Comarca de São Pedro, sob o nº 1, já de acordo com as exigências do Decreto Lei 58/39.
A partir deste projeto foram construídas diversas edificações, como construção de um grande hotel de luxo para receber os turistas, além de um cassino, um dos primeiros cassinos no país como atividade regulamentada pelo poder público. Também foram realizadas obras de saneamento, sendo contratado um escritório técnico Saturnino de Brito, vindo do Rio de Janeiro, para estudar e dirigir os trabalhos de saneamento de uma área ao redor do Grande Hotel. Houve recuperação das vias de acesso, realizando-se a retificação de 8 km de estrada que liga São Pedro às fontes, permitindo o tráfego de veículos mais pesados; construção de um aeroporto, o primeiro numa área de 40 alqueires, com quatro pistas, estação de embarque, luz, telefone, água encanada, hangar e posto de abastecimento de combustível; além da melhora dos serviços de energia, que, como a rede de energia de São Pedro estava em condições precárias, foi construída uma linha própria que ligou São Pedro às obras da Estância e, para maior garantia foi construída, no Grande Hotel, uma usina de emergência com dois geradores a diesel com capacidade de suprir o hotel e a cidade que se iniciava.

### História recente
Após a inauguração do balneário, o turismo ganhou força em Águas de São Pedro, até se transformar na principal fonte de renda da cidade. Passou a ser um dos integrantes da Região Turística (RT) Serra do Itaqueri. Com um grande movimento de turistas também houve a necessidade de melhorias no setor comercial, como as reformas da Rua do Comércio. O setor industrial também se desenvolveu, também por influência das águas especiais. Foi construído um prédio na zona industrial da cidade destinado ao engarrafamento das águas das fontes Gioconda e Almeida Salles. A água sulfurosa, como não era apropriada para o engarrafamento, serviu para uma tentativa de industrialização na forma de cosméticos e cremes para a pele.

## Geografia
Desde quando foi elevada a município, Águas de São Pedro nunca foi subdividida em distritos. Atualmente conta apenas com seus quatro bairros; Jardim Jerubiaçaba (a norte), Jardim Iporanga (a leste), Centro (região central do município) e Jardim Porangaba (a sul). A área do município é de 5,54 km², sendo o segundo menor município brasileiro em extensão territorial, maior apenas que Santa Cruz de Minas (MG). Representa 0,0015 % do território paulista e 0,0004% da área da região Sudeste do Brasil. O município não conta com zona rural, possuindo apenas perímetro urbano.
Situa-se a 22º35′58” de latitude sul e 47º52′34” de longitude oeste. Está a uma distância de 187 quilômetros a noroeste da capital paulista. Seu único município limítrofe é São Pedro, sendo assim um dos quatro enclaves do Brasil, além de Arroio do Padre (RS), Ladário (MS) e Portelândia (GO).

### Geomorfologia e hidrografia

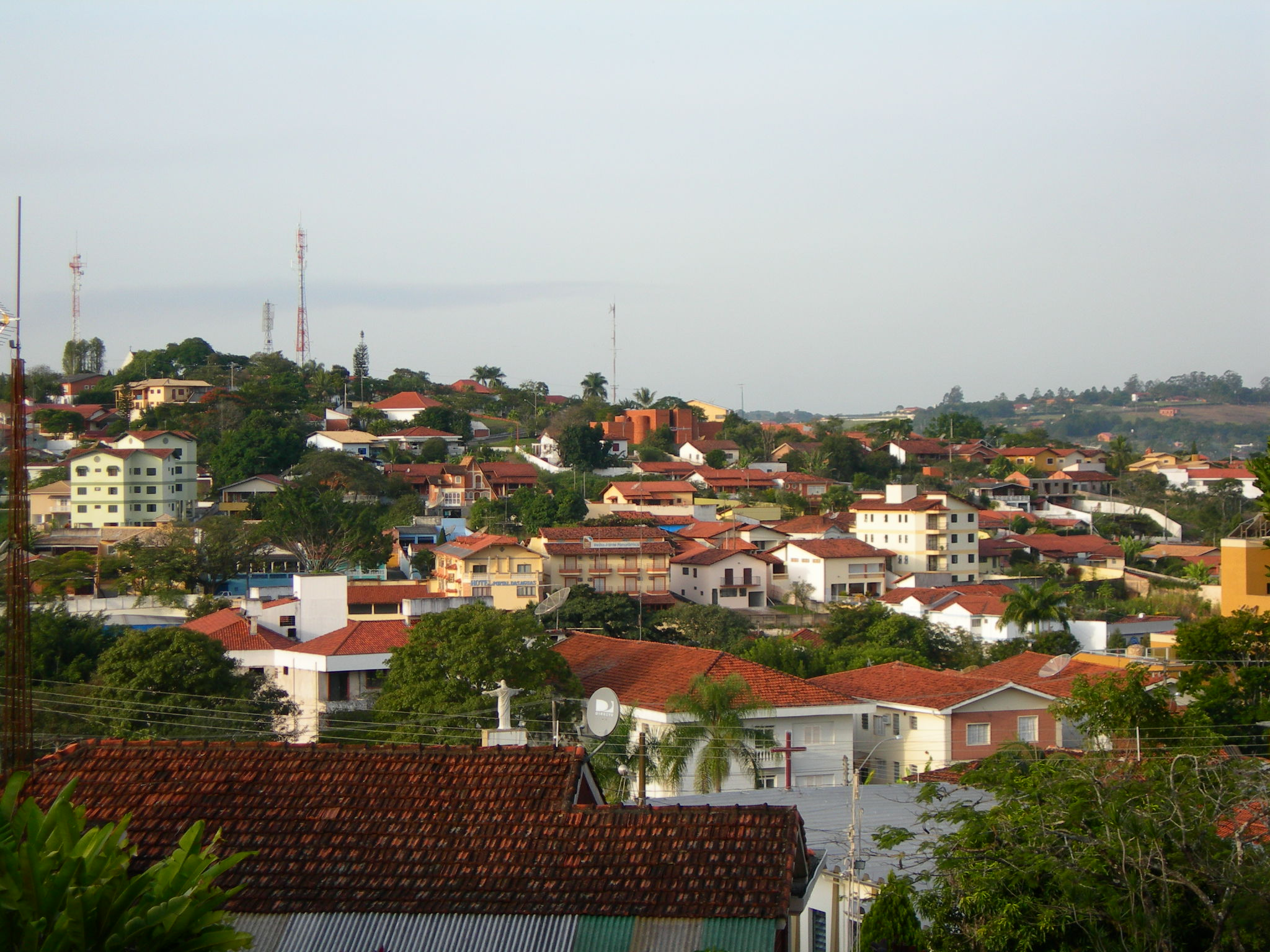
Vista parcial da cidade.

A geomorfologia da área de Águas de São Pedro caracteriza-se por relevos de colinas baixas, suaves - separadas por vales sem planícies aluviais importantes - e é pouco acidentada, com locais que só excepcionalmente ultrapassam 200 m. de desnível. O município está a uma altitude média de quatrocentos e setenta metros acima do nível do mar, entre a Depressão Periférica e o Planalto Ocidental, na área de ocorrência das Cuestas Basálticas.
Situa-se na chamada Formação Piramboia - uma das cinco subdivisões estratigráficas (unidades sedimentares) do Bacia do Paraná, onde Águas de São Pedro está localizada, formadas em diversas épocas - onde predominam sedimentos de idade Triássica a Eocretácea, que são compostos por arenitos finos a médios (grosseiros), brancos alaranjados e avermelhados, com estratificações cruzadas tangenciais na base de médio a grande porte; estas feições são indicativas de rios temporários no passado em ambiente semiárido.
A cidade está situada na parte central da Zona do Médio Tietê, que ocupa cerca de 15.000 km², ou 2/5 da área total da Depressão Periférica. É banhada pelo Rio Araquá, que possui um traçado geral Norte-Sul, além de outros afluentes como os rios Tucum, Água Morta e Espraiado. O município é banhado também pelos lagos Limoeiro e Das Palmeiras. A região onde se localiza Águas de São Pedro faz parte da bacia hidrográfica do Rio Piracicaba, cujo principal afluente é o Araquá. A bacia do Piracicaba estende-se por uma área de 12.531 km², abrangendo o sudeste do Estado de São Paulo e extremo sul de Minas Gerais.

### Clima
O clima de Águas de São Pedro é tropical com estação seca (Aw, segundo Köppen), próximo do clima subtropical úmido (ou tropical de altitude - Cwa), com diminuição de chuvas no inverno e temperatura média anual de 22,4 °C, tendo invernos secos e amenos (com ocorrências de geadas leves em alguns poucos dias da estação) e verões chuvosos com temperaturas altas. O mês mais quente, fevereiro, tem temperatura média de 25,2 °C, sendo a média máxima de 30,9 °C e a mínima de 19,5 °C. E o mês mais frio, julho, possui média de 18,7 °C, sendo 25,9 °C e 11,4 °C as médias máxima e mínima, respectivamente. Outono e primavera são estações de transição.
A precipitação média anual é de 1 307,5 mm, sendo julho o mês mais seco, quando ocorrem 26,7 mm. Em janeiro, o mês mais chuvoso, a média fica em 221,5 mm. Nos últimos anos, entretanto, os dias quentes e secos durante o inverno têm sido cada vez mais frequentes não só em Águas de São Pedro, mas também em grande parte do estado de São Paulo, não raro ultrapassando a marca dos 30 °C especialmente entre os meses de julho e setembro. No mês de agosto do ano de 2004, em uma localidade próxima ao município, a precipitação de chuva não passou dos 0 mm. Durante a época das secas e em longos veranicos em pleno período chuvoso também são comuns registros de fumaça de queimadas em morros e matagais, principalmente na zona rural da cidade, o que vem levando a prefeitura a criar projetos ambientais e campanhas de prevenção nas escolas do município. Em São Paulo, assim como em grande parte do país, as principais causas das queimadas são a agricultura e os tocos de cigarro jogados nas estradas. As altas temperaturas e o clima seco contribuem para o aumento desses índices. Durante o período chuvoso são comuns ocorrências de inundações e deslizamentos de terra em algumas áreas. Tempestades de granizo não são muito comuns na cidade, mas uma das mais recentes ocorreu em 5 de fevereiro de 2011.
Entre maio de 2003 e julho de 2005, a maior temperatura registrada em uma localidade próxima a Águas de São Pedro foi de 34,8 °C, observada no dia 28 de setembro de 2004. A mínima foi de 2,8 °C, no dia 14 de junho de 2004. Também durante este período, o maior acumulado de chuva ocorrido em 24 horas foi de 143 mm, em 4 de fevereiro de 2005. Outros grandes acumulados foram de 105 mm em 26 de janeiro de 2004 e de 101 mm em 25 de maio de 2005.
| Dados climatológicos para Águas de São Pedro | Dados climatológicos para Águas de São Pedro | Dados climatológicos para Águas de São Pedro | Dados climatológicos para Águas de São Pedro | Dados climatológicos para Águas de São Pedro | Dados climatológicos para Águas de São Pedro | Dados climatológicos para Águas de São Pedro | Dados climatológicos para Águas de São Pedro | Dados climatológicos para Águas de São Pedro | Dados climatológicos para Águas de São Pedro | Dados climatológicos para Águas de São Pedro | Dados climatológicos para Águas de São Pedro | Dados climatológicos para Águas de São Pedro | Dados climatológicos para Águas de São Pedro |
| Mês                                          | Jan                                          | Fev                                          | Mar                                          | Abr                                          | Mai                                          | Jun                                          | Jul                                          | Ago                                          | Set                                          | Out                                          | Nov                                          | Dez                                          | Ano                                          |
| -------------------------------------------- | -------------------------------------------- | -------------------------------------------- | -------------------------------------------- | -------------------------------------------- | -------------------------------------------- | -------------------------------------------- | -------------------------------------------- | -------------------------------------------- | -------------------------------------------- | -------------------------------------------- | -------------------------------------------- | -------------------------------------------- | -------------------------------------------- |
| Temperatura máxima média (°C)                | 30,8                                         | 30,9                                         | 30,6                                         | 28,9                                         | 26,8                                         | 25,7                                         | 25,9                                         | 28,1                                         | 29,0                                         | 29,6                                         | 30,2                                         | 30,1                                         | 28,9                                         |
| Temperatura mínima média (°C)                | 19,3                                         | 19,5                                         | 18,8                                         | 16,1                                         | 13,4                                         | 12,0                                         | 11,4                                         | 12,8                                         | 14,8                                         | 16,5                                         | 17,4                                         | 18,7                                         | 15,9                                         |
| Precipitação (mm)                            | 221,5                                        | 191,2                                        | 149,2                                        | 71,8                                         | 62,3                                         | 44,1                                         | 26,7                                         | 27,1                                         | 64,3                                         | 124,0                                        | 133,5                                        | 191,8                                        | 1 307,5                                      |
| Fonte: Unicamp - Cepagri                     |                                              |                                              |                                              |                                              |                                              |                                              |                                              |                                              |                                              |                                              |                                              |                                              |                                              |

### Ecologia e meio ambiente
A cobertura vegetal original da área de Águas de São Pedro era o cerrado, formação mista classificada em dois estratos. O estrato superior, composto por árvores com altura variável de 3 a 6 metros, com copas quase sempre ralas e distanciadas umas das outras. O estrato inferior constituído de cobertura contínua de gramíneas e outras ervas, com menos de um metro de altura; árvores com troncos e galhos tortos e retorcidos, casca espessa, folhas grandes e espinhos. Esta vegetação natural, entretanto, encontra-se bastante devastada. Hoje a cobertura vegetal é predominantemente plantada, sendo que atualmente predomina a mata atlântica. A Mata galeria está presente às margens do Rio Araquá e seus afluentes.
Uma das principais áreas verdes da cidade está situada no Parque Dr. Octávio, que possui 16 trilhas em uma extensão de 6 500 metros. Em seu interior estão diversas espécies da fauna e da flora regional, incluindo espécies ameaçadas de extinção, como o Antilophia galeata (Soldadinho).

## Demografia
No censo de 2010, a população do município foi contada pelo Instituto Brasileiro de Geografia e Estatística (IBGE) em 2 707 habitantes, sendo o 594º município mais populoso do estado e apresentando uma densidade populacional de 488,9 habitantes por km². 1 262 habitantes eram homens e 1 445 mulheres e todos os seus habitantes viviam na zona urbana.
O Índice de Desenvolvimento Humano Municipal (IDH-M) de Águas de São Pedro, considerado como muito elevado pelo Programa das Nações Unidas para o Desenvolvimento (PNUD), é de 0,854, sendo o segundo maior do estado de São Paulo, como também o segundo maior de todo o Brasil. Considerando apenas a educação o índice é de 0,825 (muito elevado), enquanto o do Brasil é 0,637; o índice da longevidade é de 0,890 (o brasileiro é 0,816); e o de renda é de 0,849 (o do país é 0,739). A cidade possui a maioria dos indicadores elevados e todos acima da média nacional segundo o PNUD. A renda per capita é de 21 161,16 reais.
O coeficiente de Gini, que mede a desigualdade social, é de 0,40, sendo que 1,00 é o pior número e 0,00 é o melhor. A incidência da pobreza, medida pelo IBGE, é de 5,91%, o limite inferior da incidência de pobreza é de 0,17%, o superior é 11,65% e a subjetiva é 4,24%.
No ano de 2000, a população água-pedrense era composta por 1 639 brancos (87%); sete negros (0,37%); 230 pardos (12,2%); seis amarelos (0,32%); além dos dois sem declaração (0,11%).

### Religião
Tal como a variedade cultural em Águas de São Pedro, são diversas as manifestações religiosas presentes na cidade. Embora tenha se desenvolvido sobre uma matriz social eminentemente católica, é possível encontrar atualmente na cidade dezenas de denominações protestantes diferentes.
De acordo com dados do censo de 2000, realizado pelo Instituto Brasileiro de Geografia e Estatística, a população de Águas de São Pedro é composta por: Católicos (78,81%), evangélicos (8,02%), pessoas sem religião (3,82%), espíritas (3,93%) e 5,42% estão divididas entre outras religiões.

#### Catolicismo
A história da Igreja Católica em Águas de São Pedro começou quando Maria Júlia das Dores Andrade, mãe do fundador da cidade, pediu-lhe para construir a "Casa de Deus", juntamente com a construção do Grande Hotel. O lugar mais alto da cidade foi escolhido para erigi-la.
Em 1946, a capela foi concluída, e sua arquitetura foi baseada em outra capela vista pelo Dr. Octávio na cidade do Rio de Janeiro. A capela foi dedicada a Nossa Senhora da Imaculada Conceição. Em 1954, Águas de São Pedro foi removida de adesão da cidade de freguesia de São Pedro, e em 29 de maio do mesmo ano, a atual Paróquia da Imaculada Conceição foi fundada por Dom Ernesto de Paula. A paróquia é subordinada à Diocese de Piracicaba.
Anos depois da fundação da paróquia, um novo local próximo à área central da cidade foi escolhido para erguer uma nova igreja, mas os planos não foram concluídas por da morte do Cônego Marcos Van Inn, o criador do projeto. Em seguida, o salão paroquial da cidade foi nomeado pelo Bispo de Piracicaba, Dom Aniger Maria Melillo, que foi adaptado para ser a Igreja Matriz da Cidade, como permanece até hoje. O título da Imaculada Conceição foi transferida da antiga capela para a Igreja Matriz e a capela é dedicada a Nossa Senhora da Imaculada Conceição Aparecida.

#### Protestantismo
Entre as igrejas protestantes históricas, pentecostais e neopentecostais, encontram-se na cidade:
- Assembleia de Deus Ministério de Madureira.
- Congregação Cristã no Brasil.[51]
- Igreja do Evangelho Quadrangular.[52]

## Política e administração

### Governo

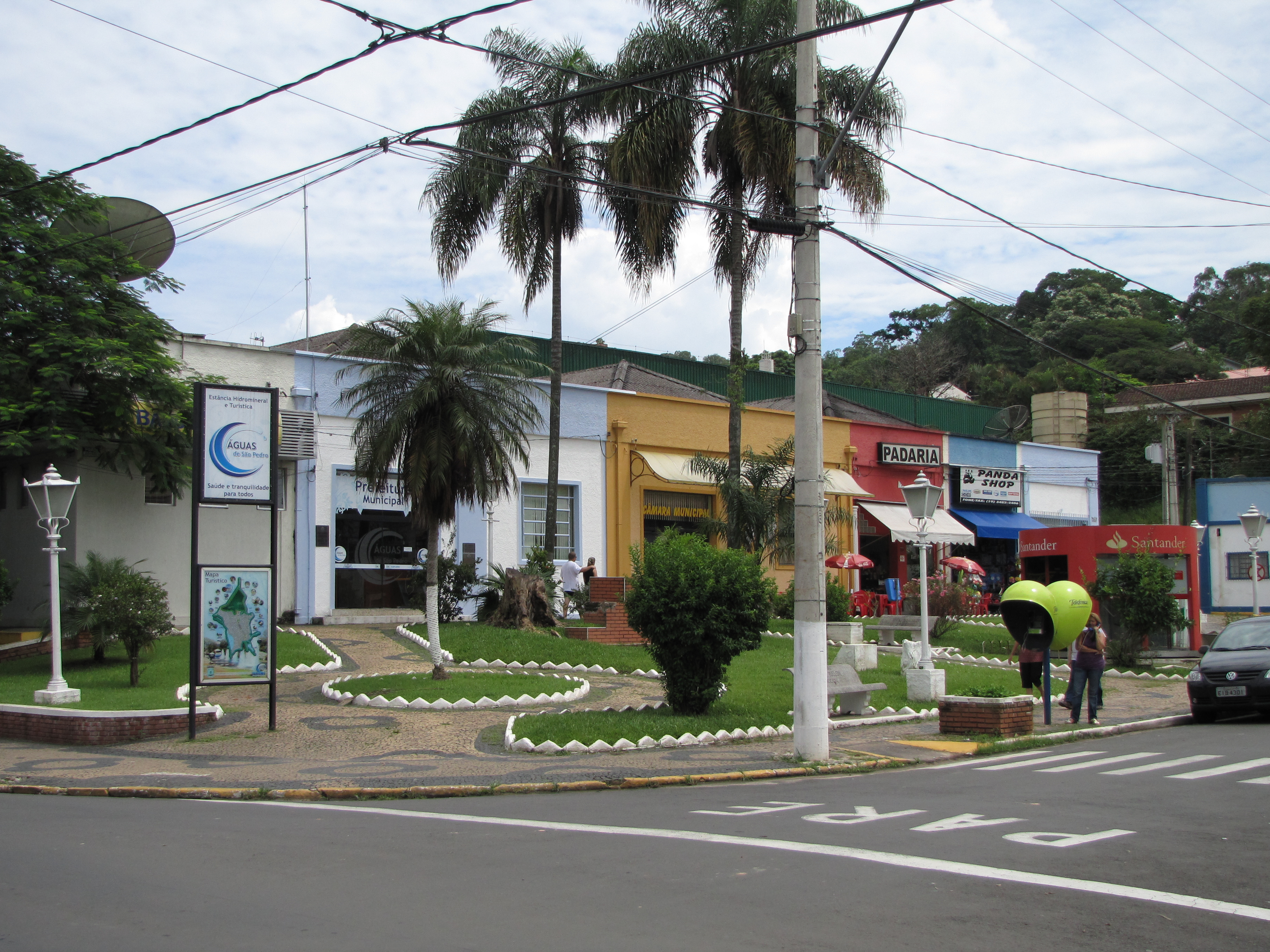
Sedes da prefeitura (prédio azul, à esquerda) e da câmara municipal (prédio amarelo, ao centro).

O Poder legislativo é constituído pela câmara, composta por nove vereadores eleitos para mandatos de quatro anos (em observância ao disposto no artigo 29 da Constituição) e está composta da seguinte forma: três cadeiras do Partido Trabalhista Brasileiro (PTB); duas cadeiras do Partido da Social Democracia Brasileira (PSDB); uma cadeira do Partido Popular Socialista (PPS); uma do Partido dos Trabalhadores (PT); uma do Partido Democrático Trabalhista (PDT); e uma do Partido Progressista (PP). Cabe à casa elaborar e votar leis fundamentais à administração e ao Executivo, especialmente o orçamento participativo (Lei de Diretrizes Orçamentárias).
O município de Águas de São Pedro se rege por leis orgânicas e faz parte da Comarca de São Pedro. De acordo com o TRE-SP (Tribunal Regional Eleitoral de São Paulo), o município possuía em 2010 cerca de 3 172 eleitores, sendo um dos 110 municípios do país que possuem mais eleitores do que habitantes. Segundo políticos, normalmente a causa disso é que muitos dos eleitores não moram no município, mas possuem vínculo com a cidade.

### Cidades irmãs
Cidades-irmãs é uma iniciativa do Núcleo das Relações Internacionais, que busca a integração entre a cidade e demais municípios nacionais e estrangeiros. A integração entre os municípios é firmada por meio de convênios de cooperação, que têm o objetivo de assegurar a manutenção da paz entre os povos, baseada na fraternidade, felicidade, amizade e respeito recíproco entre as nações. Oficialmente, a única cidade irmã de Águas de São Pedro é Cubatão,  Brasil, desde 18 de novembro de 1991.

## Economia

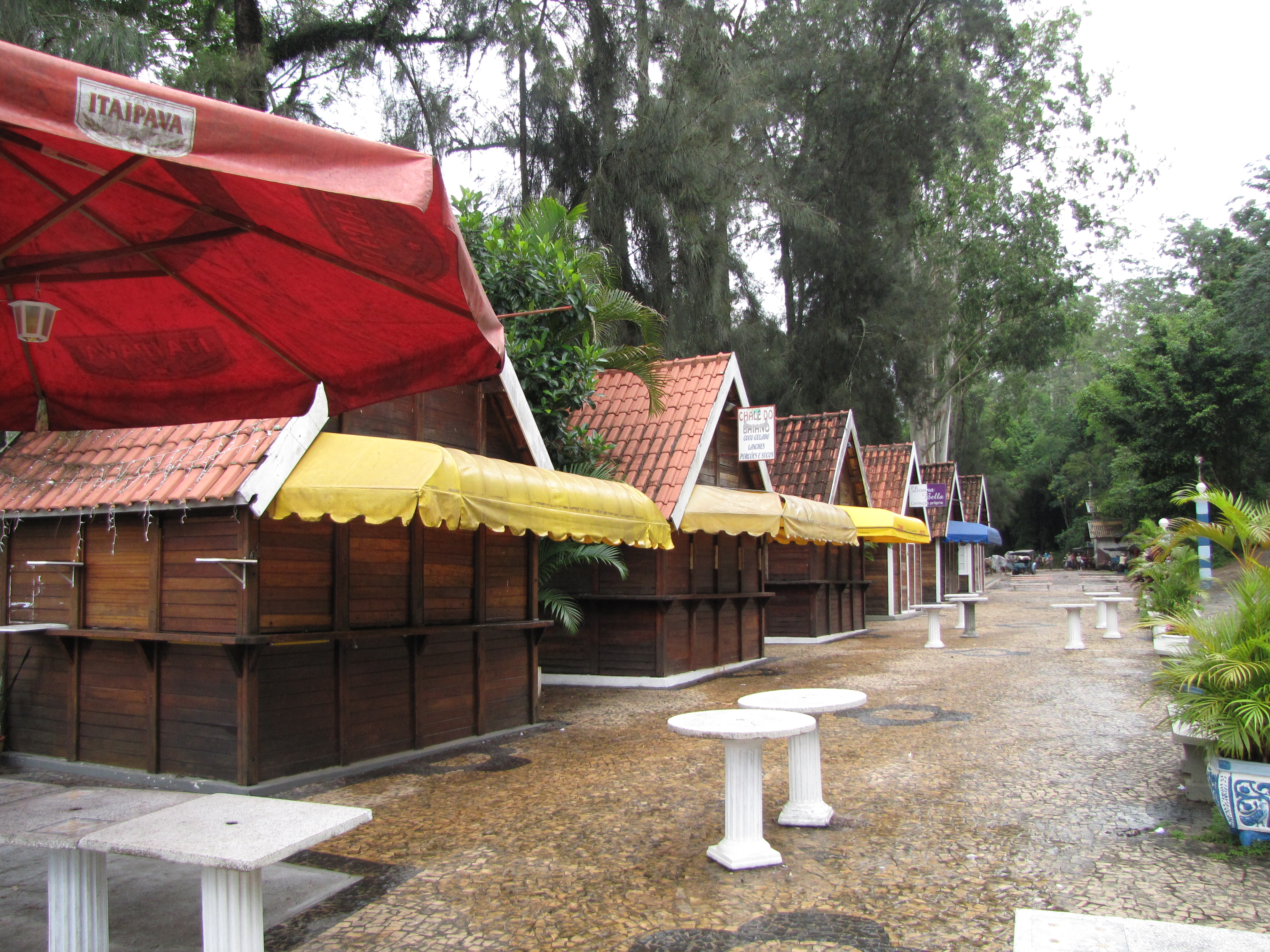
Uma feira de artesanato na cidade.

Segundo dados do IBGE de 2021, o município possui um Produto Interno Bruto de 147 855,135 reais. Desse total, 9 286,817 reais eram impostos sobre produtos líquidos de subsídios. O PIB per capita é de 41 208,23. Também de acordo com o IBGE, a cidade possuía, no ano de 2008, 209 unidades locais (estabelecimentos comerciais) e 2 505 trabalhadores, sendo 1 388 pessoal ocupado total e 1 117 ocupado assalariado. Salários juntamente com outras remunerações somavam 15 495 reais e o salário médio mensal de todo município era de 2,6 salários mínimos.
Pelo fato de a cidade não possuir zona rural, o setor primário não contribui para o PIB municipal. Já o valor adicionado bruto da indústria (setor secundário) é de 5 069. Na área industrial destacam-se empresas no ramo de cosméticos, que produzem diversos produtos de beleza ou de intenção medicinal a partir de matéria prima encontrada na cidade, como as águas, argilas e sais, sendo que na cidade esses materiais são considerados como de alta qualidade, de acordo com empresas especializadas. Mesmo assim, o município não conta com nenhuma grande indústria.
45 519 mil reais do PIB municipal são de prestações de serviços (terciário), sendo atualmente a maior fonte geradora do PIB água-pedrense. No setor terciário destaca-se a área do turismo, sendo que sua economia é voltada exclusivamente para este setor. O município de Águas de São Pedro está integrado à Região Turística (RT) Serra do Itaqueri e conta como principal atrativo suas águas hidrominerais de valor medicinal. Segundo a prefeitura, os novos rumos do turismo passam pela regionalização. Esses turistas atraídos pelos atrativos naturais também ajudam a movimentar o setor comercial da cidade. O principal ponto de vendas onde há grande movimentação é a Rua do Comércio, no centro, que atualmente está recebendo novo calçamento, com óbras no valor de R$ 302 mil reais. Há ainda vários programas econômicos que foram criados com o objetivo de divulgar a Região Turística da Serra do Itaqueri, para atrair mais turistas e movimentar os setores comerciais e de hospedagem.

## Infraestrutura urbana

### Habitação, infraestrutura básica e segurança
Águas de São Pedro conta com boa infraestrutura. No ano de 2000 a cidade tinha 611 domicílios entre apartamentos, casas, e cômodos. Desse total 425 eram imóveis próprios, sendo 405 próprios já quitados (66,28%), 20 em aquisição (3,27%) e 98 alugados (16,04%); 87 imóveis foram cedidos, sendo 56 por empregador (9,17%) e 31 cedidos de outra maneira (5,07%). Um foi ocupado de outra forma (0,16%). Parte dessas residências contam com água tratada, energia elétrica, esgoto, limpeza urbana, telefonia fixa e telefonia celular. Em 2000, 100% dos domicílios eram atendidos pela rede geral de abastecimento de água; 100% das moradias possuíam coleta de lixo e todas as residências também possuíam escoadouro sanitário.
Em 2014, o município completou vinte anos sem registro de nenhum homicídio doloso. Em 2012, dois casos de roubo de veículo e 65 casos de furto ocorreram na estância, e em 2013 dois casos de roubo de veículo e um caso de tráfico de entorpecentes foram registrados. Até junho de 2014, haviam sido registrados um caso de roubo de veículo e 24 casos de furto. Mesmo com bons indicadores, por ser uma cidade com importante tradição turística, Águas de São Pedro exige uma atuação constante da Polícia Militar e da GCM, especialmente durante a alta temporada.
| Crimes registrados em Águas de São Pedro (1999-2008)          |
| ------------------------------------------------------------- |
|                                                               |
| Fonte: Secretaria de Segurança Pública do Estado de São Paulo |

### Saúde e educação
O município possuía no ano de 2009 quatro estabelecimentos de saúde, sendo dois públicos municipais e dois privados, sendo que alguns desses contam com internação pública. A cidade também conta com atendimento ambulatorial com atendimento médico em especialidades básicas, atendimento odontológico com dentista e presta serviço ao Sistema Único de Saúde (SUS). Existe na cidade Unidade Básica de Saúde, Posto de Saúde e Unidade de Serviço de Apoio de Diagnose e Terapia. Águas de São Pedro contava em dezembro de 2009 com 16 médicos, quatro clínicos gerais, quatro auxiliares de enfermagem, três enfermeiros, dois técnicos de enfermagem, dois fisioterapeutas e oito distribuídos em outras categorias, totalizando 39 profissionais de saúde. O município pertence à Regional de Saúde de Piracicaba. Em 2009 existiam 699 mulheres em idade fértil (entre 10 e 49 anos).
O município contava em 2009 com aproximadamente 764 matrículas, 64 docentes e três escolas. Segundo dados do Instituto Nacional de Estudos e Pesquisas Educacionais Anísio Teixeira (INEP) e do Ministério da Educação (MEC), o índice de analfabetismo no ano de 2000 entre pessoas de 18 a 24 anos de idade era de 0,810%. 114,400% era a média de pessoas frequentam o fundamental em relação à população de 7 a 14 anos; 90,050% era de pessoas frequentam o ensino médio em relação à população de 15 a 17 anos; e 52,400% de pessoas frequentam curso superior em relação à população de 18 a 22 anos. A taxa bruta de frequência à escola naquele ano era de 85,750%. 21 habitantes possuíam menos de 1 ano de estudo ou não contava com instrução alguma.
As escolas de Águas de São Pedro, ambas públicas, são as seguintes:
- Escola Municipal de Educação Infantil "Vida", também conhecida pela sigla EMEI Vida.
- Escola Municipal de Ensino Fundamental de Águas de São Pedro "Maria Luiza Fornasier Franzin" I, II e III, também conhecida pela sigla EMEFASP "Maria Luiza Fornasier Franzin" I, II e III". Os números I, II e III representam os três prédios da escola, cada edifício contando com classes diferentes da escola.
- Escola Estadual Angelo Franzin, também conhecida pela sigla E.E. "Angelo Franzin".

A cidade também tem uma instituição de ensino superior. Inaugurado em 1995, o Centro Universitário Senac - Campus Águas de São Pedro é uma universidade privada mantida pelo Serviço Nacional de Aprendizagem Comercial, que é conhecido pela sigla Senac. Foi anteriormente conhecido como Faculdades Senac, mas em 2004 foi credenciada pelo Ministério da Educação e Cultura como Centro Universitário.
| Ensino pré-escolar | 82  | 10 | 1 |
| Ensino fundamental | 682 | 43 | 1 |
| Ensino médio       | 170 | 11 | 1 |

### Serviços

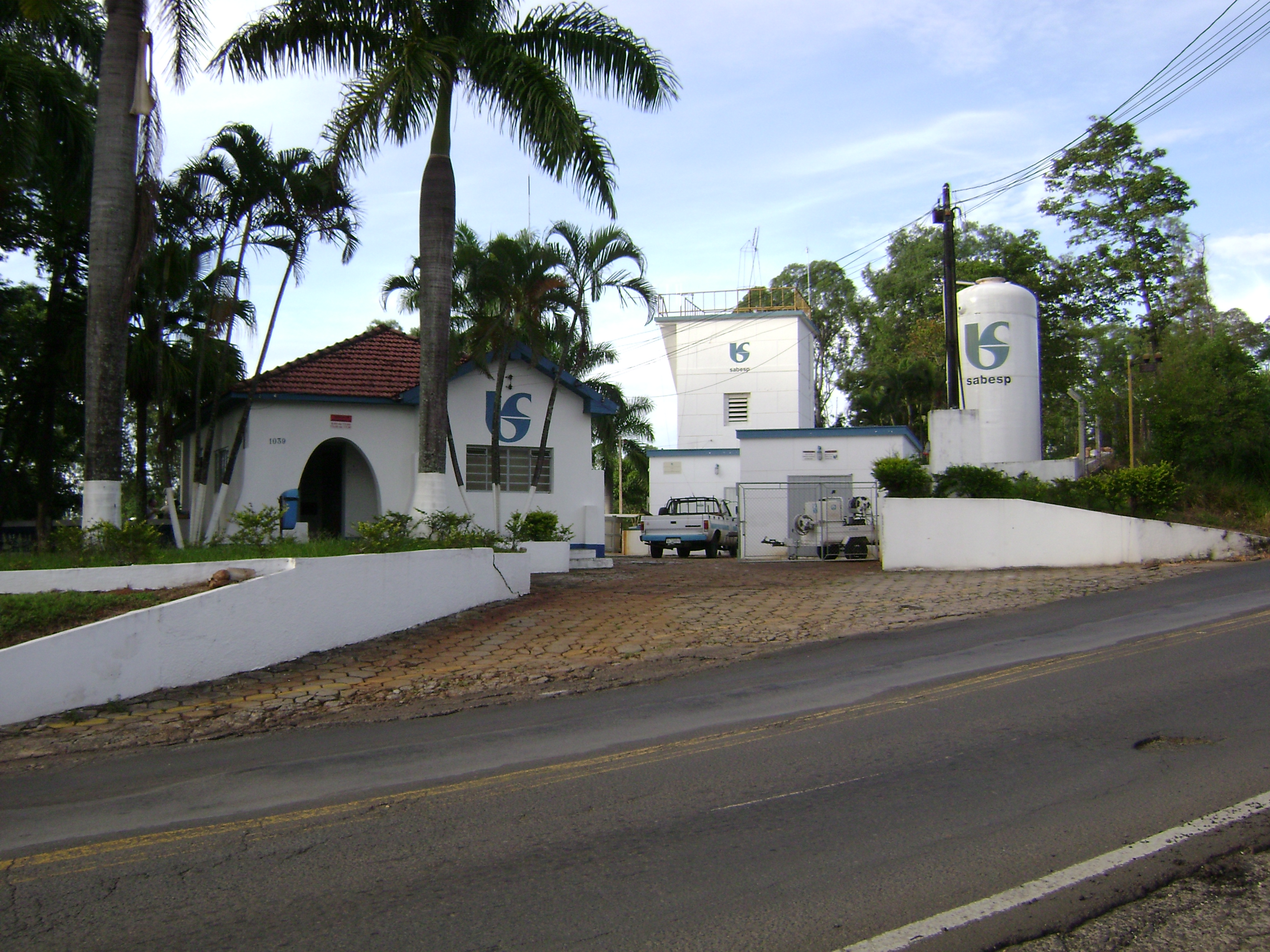
Agência da Sabesp em Águas de São Pedro.

A responsável pelo abastecimento de energia elétrica em Águas de São Pedro é a Companhia Paulista de Força e Luz (CPFL Energia), que atende ainda a alguns municípios do Interior de São Paulo.
A água é fornecida pela Companhia de Saneamento Básico do Estado de São Paulo (Sabesp), que fornece água encanada para 100% da cidade, mas atualmente cobre apenas entre 93,47% e 95% da cidade com coleta de esgoto. A prefeitura planeja renovar contrato com a Sabesp, sendo que, caso aprovada a renovação, a empresa deverá servir à cidade até o ano de 2039. Águas de São Pedro não tem uma estação de tratamento de esgoto (ETE), então todo o esgoto coletado (101,7 kg DBO/mês) não é tratado e é descartado no rio Araquá, que é também um dos principais recursos de água da cidade. A ausência de uma estação de tratamento de esgoto gerou reclamações da população, questionando a responsabilidade da Sabesp neste problema. Porém, mesmo sem prorrogação de contrato definido, em dezembro de 2010 a empresa começou a analisar a construção de uma ETE, prevendo iniciar as óbras, orçadas em cerca de 7 milhões, ainda em 2011.
O sistema de telefones automáticos foi inaugurado na cidade em 1978 pela Telecomunicações de São Paulo (TELESP), que também implantou o sistema de discagem direta à distância (DDD) em 1979 com o código de área (0194). Anteriormente a cidade era atendida pela Telefônica Águas de São Pedro. Na década de 90 o código DDD da cidade foi alterado para (019), para padronização do sistema telefônico com a telefonia celular que estava sendo implantada em todo o estado. Ainda há serviços de internet discada e banda larga (ADSL) sendo oferecidos por diversos provedores de acesso gratuitos e pagos.  O serviço telefônico móvel, por telefone celular, é oferecido por diversas operadoras. Existe ainda acesso 3G, oferecido ao município desde 2008. O código de área (DDD) de Águas de São Pedro é 019 e o Código de Endereçamento Postal (CEP) da cidade é 13525-000. No dia 2 de fevereiro de 2009 o município passou a ser servido pela portabilidade, juntamente com outras cidades de DDDs 19, além de 45 e 46 (Paraná), 93 e 94 (Pará).

### Transportes

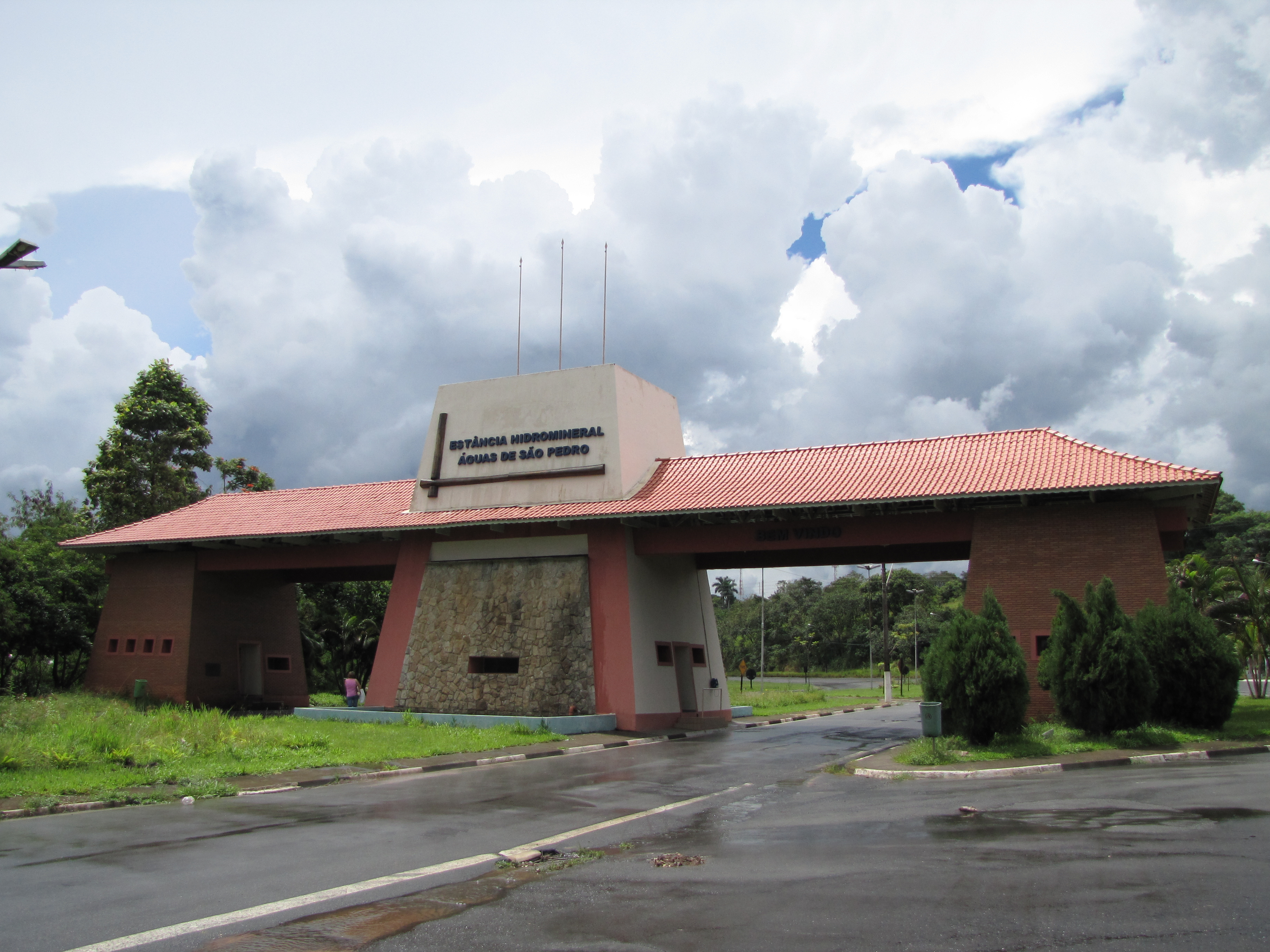
Portal da cidade.

Águas de São Pedro situava-se próxima de uma estação ferroviária localizada na cidade de São Pedro, que foi inaugurada em 1892, então pertencente à Cia. União Sorocabana e Ytuana. Entre 1907 e 1919 fez parte da Sorocabana Railway e até 1966 pertenceu à Estrada de Ferro Sorocabana, fazendo parte do já extinto Ramal de Piracicaba. A estação foi desativada final da década de 1960, quando foram construídas as primeiras rodovias asfaltadas em São Pedro e sua enclave. Hoje a cidade é servida apenas pela SP-304, a Rodovia Geraldo de Barros. Ele conecta Águas de São Pedro com as cidades de São Pedro (8 km a noroeste) e Piracicaba (29 km a sudeste). Devido ao alto tráfego de caminhões, parte da estrada que atravessa a área urbana tem vários buracos. Com esse problema, os políticos do município e das cidades vizinhas sofrem pressão do governador do estado para fazer a duplicação da estrada.
A cidade situa-se próxima do Aeroporto de São Pedro (IATA: SD, ICAO: AE), que foi inaugurado na década de 1940 e que recentemente passou por reformas. Está situado às margens da Rodovia Geraldo de Barros. A pista é de terra, e conta com 1.100 metros de comprimento. Já em Águas de São Pedro, foi feita a reforma da velha estação de ônibus, que foi reinaugurada no dia 31 de dezembro de 2008 para receber adequadamente os passageiros dos ônibus intermunicipais.
A frota municipal no ano de 2009 era de 1 485 veículos, sendo 1 097 automóveis, 23 caminhões, três caminhões trator, 124 caminhonetes, cinco micro-ônibus, 184 motocicletas, 43 motonetas, três ônibus e três tratores de roda. As avenidas pavimentadas e diversos semáforos facilitam o trânsito da cidade, mas o crescimento no número de veículos nos últimos dez anos está gerando um tráfego cada vez mais lento de carros, principalmente na Sede do município. Além disso, tem se tornado difícil encontrar vagas para estacionar no centro comercial da cidade, o que vem gerando alguns prejuízos ao comércio.

## Cultura e lazer

### Turismo

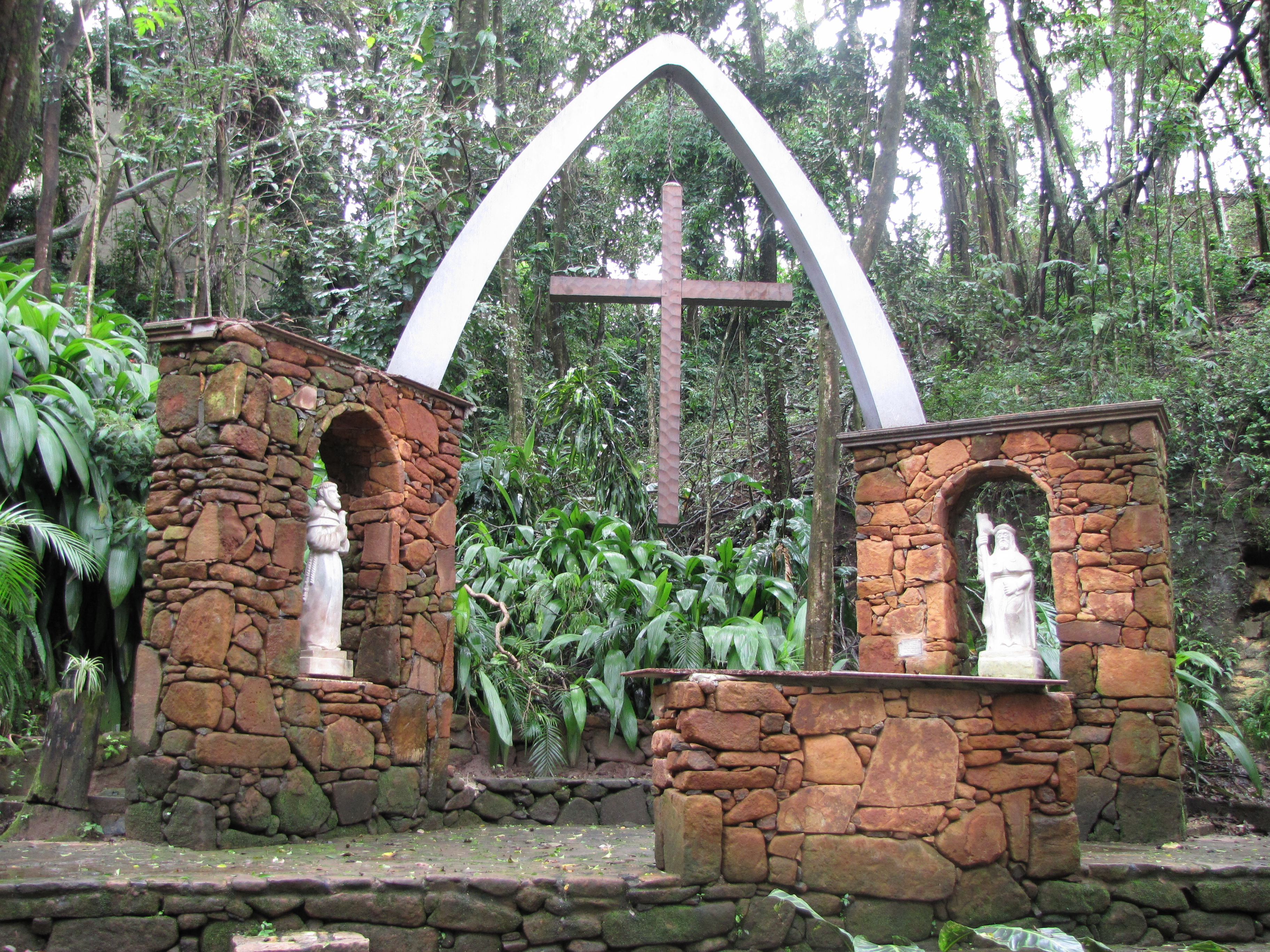
Casa de Santiago.

Águas de São Pedro é um dos onze municípios paulistas considerados como estâncias hidrominerais pelo governo do estado de São Paulo, por cumprirem determinados pré-requisitos definidos por Lei Estadual. Este status garante a esses municípios uma verba maior por parte do estado para investir no turismo regional. Também, o município conta com o direito de agregar junto a seu nome o título de estância hidromineral, termo pelo qual passa a ser designado tanto pelo expediente municipal oficial quanto pelas referências estaduais.
Como já citado anteriormente, o turismo é a principal fonte de renda da cidade, que está integrada à Região Turística (RT) Serra do Itaqueri. No Balneário da cidade estão situadas as três fontes de Águas Hidrominerais de grande valor medicinal (Gioconda, Juventude e Almeida Salles), sendo até uma delas considerada como a primeira das Américas e a segunda do Mundo em teor de enxofre. Nestas águas são realizados banhos e massagens.
A cidade também tem dois grandes parques (Dr. Octavio Moura Andrade Parque Municipal e o Parque das Águas "José Benedito Zani") e um mini jardim municipal. Outra importante atração é o Caminho do Sol, idealizado por José Palma em 2002, foi inspirado nos Caminhos de Santiago, na Espanha, e é reconhecido pela Junta de Galiza, órgão colegiado do governo de Galiza. Na cidade está situado o término do percurso, na Casa de Santiago, localizada no Mini Jardim Municipal. Vários peregrinos, com bicicletas ou a pé, vão à cidade todos os anos usando a rota como uma forma de peregrinação religiosa. O caminho tem 241 quilômetros e passa por 12 municípios, na seguinte ordem: Santana de Parnaíba, Pirapora do Bom Jesus, Cabreúva, Itu, Salto, Elias Fausto, Capivari, Mombuca, Saltinho, Piracicaba, São Pedro e Águas de São Pedro.

### Artes e artesanato
Na área das artes cênicas da cidade, destaca-se a realização anual da Mostra de Teatro de São Pedro e Águas de São Pedro, organizada desde o ano de 2006 em diversos locais das duas estâncias turísticas dos dois municípios. Em 2010 o projeto foi contemplado no Concurso de Apoio a Festivais de Arte no Estado de São Paulo, promovido pela Secretaria de Estado da Cultura, dentro das ações do Programa de Ação Cultural (Proac), através de propositura da Associação Cultural Arte, que fez com que o evento contasse com amplo e irrestrito apoio da prefeitura das duas cidade. É realizado sempre na segunda quinzena do mês de julho e conta com duração média de 10 dias, atraindo cerca de 6 mil pessoas.
O artesanato também é uma das formas mais espontâneas da expressão cultural água-pedrense. Em várias partes do município, é possível encontrar uma produção artesanal diferenciada, feita com matérias-primas regionais e criada de acordo com a cultura e o modo de vida local. A Associação Art´s Trama de Artesãos de São Pedro e Região, juntamente com outras instituições, como o próprio governo municipal ou a Superintendência do Trabalho Artesanal nas Comunidades (Sutaco), reúne diversos artesãos da região, disponibilizando espaço para confecção, exposição e venda dos produtos artesanais. São produzidos especialmente colchas e caminhos de mesa de crochê, flores produzidas com folha de milho seca, peças produzidas com teares, dentre outras. Normalmente essas peças são vendidas em feiras, exposições ou lojas de artesanato.

### Feriados
Em Águas de São Pedro há apenas um feriado municipal, oito feriados nacionais e três pontos facultativos. O feriado municipal é o do dia da emancipação da cidade, comemorado em 25 de julho. De acordo com a lei federal nº 9.093 de 12 de setembro de 1995, os municípios podem ter no máximo quatro feriados municipais, já incluída a Sexta-Feira Santa.